# Cantigny
Cantigny és un municipi francès situat al departament del Somme i a la regió dels Alts de França. L'any 2007 tenia 116 habitants.

## Demografia

### Població
El 2007 la població de fet de Cantigny era de 116 persones. Hi havia 40 famílies de les quals 4 eren unipersonals (4 homes vivint sols), 8 parelles sense fills i 28 parelles amb fills.
La població ha evolucionat segons el següent gràfic:
Habitants censats

### Habitatges
El 2007 hi havia 43 habitatges, 40 eren l'habitatge principal de la família, 2 eren segones residències i 1 estava desocupat. Tots els 43 habitatges eren cases. Dels 40 habitatges principals, 34 estaven ocupats pels seus propietaris, 5 estaven llogats i ocupats pels llogaters i 1 estava cedit a títol gratuït; 4 tenien quatre cambres i 36 en tenien cinc o més. 32 habitatges disposaven pel capbaix d'una plaça de pàrquing. A 11 habitatges hi havia un automòbil i a 26 n'hi havia dos o més.

### Piràmide de població
La piràmide de població per edats i sexe el 2009 era:
| Homes | Edats   | Dones |
| ----- | ------- | ----- |
| 0     | 95 o +  | 0     |
| 0     | 90 a 94 | 0     |
| 0     | 85 a 89 | 0     |
| 0     | 80 a 84 | 0     |
| 0     | 75 a 79 | 0     |
| 8     | 70 a 74 | 0     |
| 0     | 65 a 69 | 4     |
| 0     | 60 a 64 | 4     |
| 0     | 55 a 59 | 0     |
| 0     | 50 a 54 | 0     |
| 0     | 45 a 49 | 0     |
| 0     | 40 a 44 | 4     |
| 16    | 35 a 39 | 4     |
| 8     | 30 a 34 | 16    |
| 4     | 25 a 29 | 4     |
| 0     | 20 a 24 | 0     |
| 4     | 15 a 19 | 1     |
| 0     | 10 a 14 | 8     |
| 12    | 5 a 9   | 0     |
| 8     | 0 a 4   | 8     |

## Economia

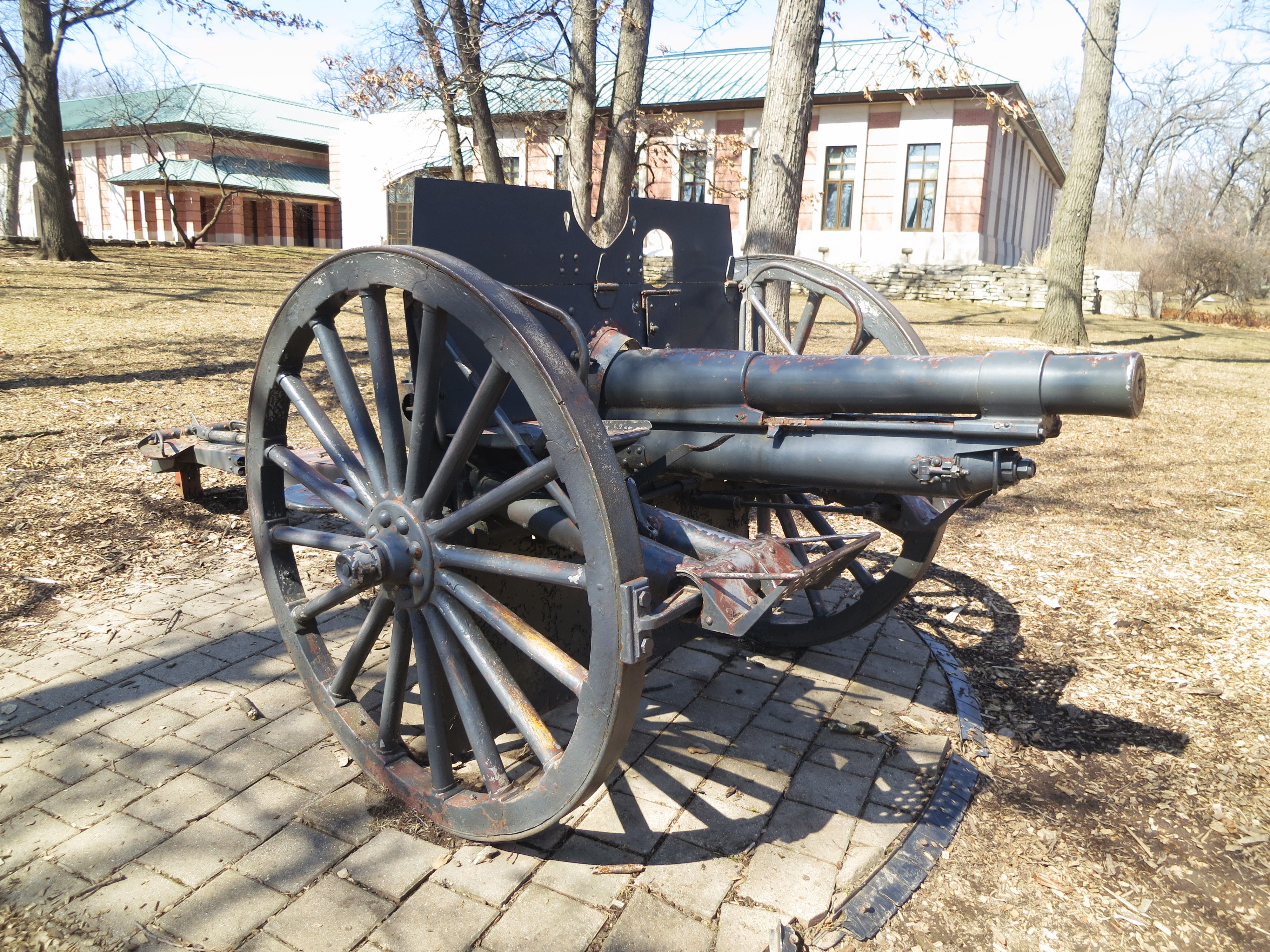

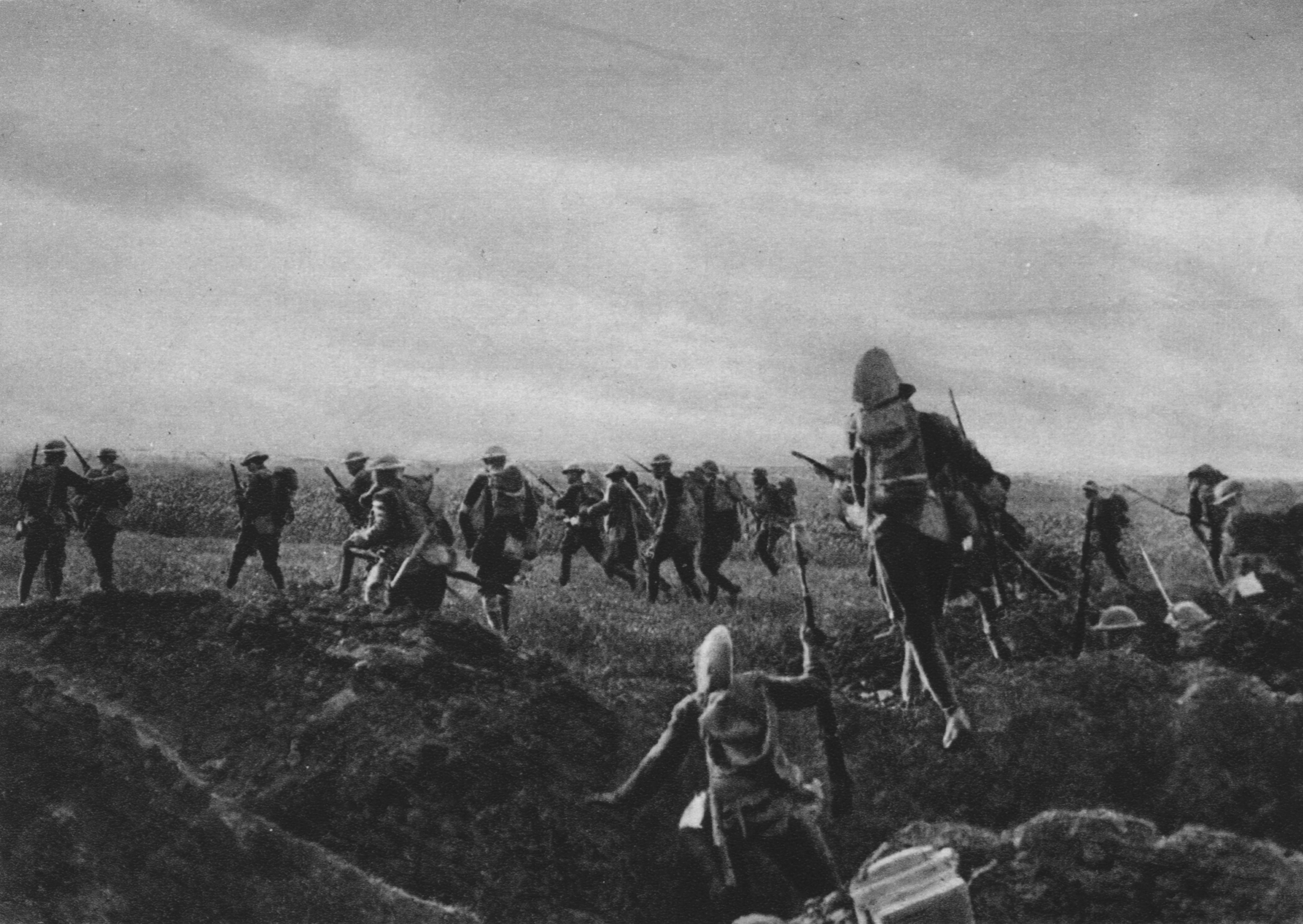

El 2007 la població en edat de treballar era de 78 persones, 62 eren actives i 16 eren inactives. De les 62 persones actives 58 estaven ocupades (32 homes i 26 dones) i 4 estaven aturades (4 homes). De les 16 persones inactives 1 estava jubilada, 7 estaven estudiant i 8 estaven classificades com a «altres inactius».
Activitats econòmiques
L'únic establiment que hi havia el 2007 era d'una empresa de construcció.
L'únic servei als particulars que hi havia el 2009 era un paleta.
L'any 2000 a Cantigny hi havia 3 explotacions agrícoles que ocupaven un total de 483 hectàrees.

## Poblacions més properes
El següent diagrama mostra les poblacions més properes.